# Сива икономика
Сива икономика или икономика в сянка е термин от икономическата теория и стопанската практика, с който се означава стопанска дейност, която без значение дали е законна или незаконна, не попада в националната статистика и съответно произведените от нея стоки и услуги не се отчитат в БВП. Един от начините тя да се установи, е като се следят тенденциите в потреблението и декларирането на доходи. На практика, ако първото рязко надвишава второто, това може да е сигнал за укриване на доходи и съответно за неосъществяване на вноски в държавния бюджет под формата на данъчни задължения.